# Sebastian Doro
Sebastian Doro (* 7. Juli 1992 in Potsdam) ist ein deutscher Fußballspieler.

## Karriere
Doro begann seine Karriere in der Jugend vom Teltower FV 1913 und schloss sich 2003 der D-Jugend des SV Babelsberg 03 an. In Potsdam spielte er zwei Jahre, bevor er zur Jugend des Bundesligisten FC Energie Cottbus wechselte. In Cottbus entwickelte sich Doro zum Leistungsträger und wechselte 2009 zur B-Jugend des TSG 1899 Hoffenheims. Am 22. Juni 2011 verließ er Hoffenheim und unterschrieb einen Zweijahresvertrag beim Drittligisten FC Carl Zeiss Jena. In Jena feierte er am 20. August 2011 sein Debüt in der 3. Liga gegen die Kickers Offenbach. Es kam lediglich ein weiterer Einsatz gegen SV Darmstadt 98 hinzu.
Im Juli 2012 wechselte Doro zum FSV Zwickau in die Regionalliga Nordost. 2015 schloss er sich dem Zwickauer Stadtteilverein TSV Crossen an.